# Visioni di robot (racconto)
Visioni di robot (Robot Visions) è un racconto fantascientifico scritto da Isaac Asimov. È stato pubblicato per la prima volta nel 1990 assieme all'antologia omonima a cui dà il nome. È l'ultimo racconto scritto dall'autore sui robot positronici.

## Trama
Il racconto è narrato in prima persona, da un narratore fuori campo, facente parte del team di ricerca dei Temporalisti, ovvero scienziati che studiano e rendono possibile il viaggio nel tempo. Per conoscere il destino dell'umanità, quindi questi mandano un vecchio modello di robot RG-34 (detto Archie) nel futuro per controllare, essendo il viaggio nel tempo ancora un'esperienza ignota. Esso viaggerà 200 anni nel futuro, e vivrà per 5 anni a contatto con gli esseri umani di quel periodo.
Fa quindi ritorno al 2023, mezzo secondo dopo che è partito in avanti nel tempo. Racconta tutto quello che ha visto ai Temporalisti, e gli dice di tranquillizzarsi perché alla fine tutti i problemi verranno risolti (inquinamento, sovrappopolazione, malattie), per lo meno dopo aver superato un duro periodo di crisi. A questo punto però gli scienziati non sanno se sia il caso di divulgare la notizia in quanto questo evento potrebbe cambiare il futuro. Intanto il narratore fa altre domande al robot, e scopre che in realtà quelli che Archie aveva visto, non erano esseri umani, ma robot umanoidi, che aveva preso il loro posto dopo che questi si erano estinti durante la crisi.
Il racconto si conclude con la scoperta che il narratore è anch'esso un robot umanoide (uno dei primi modelli), e che appunto manterrà la sua scoperta segreta, per far ereditare ai suoi discendenti la Terra.